# (32255) 2000 OT51
2000 OT51 (asteroide 32255) é um asteroide da cintura principal. Possui uma excentricidade de 0.21393670 e uma inclinação de 10.85972º.
Este asteroide foi descoberto no dia 30 de julho de 2000 por LINEAR em Socorro.